# Ivan Rovny
Ivan Andrejevitsj Rovny (Russisch: Иван Андреевич Ровный) (Leningrad, 30 september 1987) is een Russisch wielrenner.
Tijdens de zestiende etappe van de Ronde van Spanje in 2014 werd hij na een handgemeen met Omega Pharma-Quick Step-renner Gianluca Brambilla uit koers genomen.
In 2018 werd hij nationaal kampioen van Rusland in de wegrit.

## Baanwielrennen

### Palmares
| Jaar     | RK       | EK            | WK            | Overig                                                               |
| Junioren | Junioren | Junioren      | Junioren      | Junioren                                                             |
| -------- | -------- | ------------- | ------------- | -------------------------------------------------------------------- |
| 2005     |          | Achtervolging | Achtervolging |                                                                      |
| Beloften |          |               |               |                                                                      |
| 2006     |          | Puntenkoers   |               |                                                                      |
| Elite    |          |               |               |                                                                      |
| 2006     |          |               |               | WB Los Angeles: Ploegenachtervolging WB Sydney: Ploegenachtervolging |

## Wegwielrennen

### Overwinningen
2005
 Europees kampioen op de weg, Junioren
 Wereldkampioen op de weg, Junioren
2007
9e etappe Ronde van de Toekomst
2008
1e etappe Wielerweek van Lombardije (ploegentijdrit)
2018
 Russisch kampioen op de weg, Elite

### Resultaten in voornaamste wedstrijden
| Jaar | Ronde van Italië | Ronde van Frankrijk | Ronde van Spanje |
| ---- | ---------------- | ------------------- | ---------------- |
| 2007 | opgave           |                     |                  |
| 2008 |                  |                     | opgave           |
| 2009 |                  |                     |                  |
| 2010 |                  |                     |                  |
| 2011 | 78e              |                     |                  |
| 2012 |                  |                     |                  |
| 2013 |                  |                     |                  |
| 2014 | 46e              |                     | uitgesloten      |
| 2015 | 115e             |                     |                  |
| 2016 | 36e              |                     | 99e              |
| 2017 | 119e             |                     |                  |
| 2018 |                  |                     |                  |
| 2019 |                  |                     |                  |
| 2020 |                  |                     |                  |
| 2021 |                  |                     |                  |

| Jaar | Milaan-San Remo | Ronde van Vlaanderen | Amstel Gold Race | Luik-Bast.‑Luik | Ronde van Lombardije | Parijs-Tours | Parijs-Brussel |  | WK op de weg |  | Wereldranglijsten |
| ---- | --------------- | -------------------- | ---------------- | --------------- | -------------------- | ------------ | -------------- |  | ------------ |  | ----------------- |
| 2007 |                 | opgave               |                  |                 |                      |              |                |  |              |  |                   |
| 2008 | opgave          |                      |                  |                 |                      | 153e         |                |  |              |  |                   |
| 2009 |                 |                      |                  |                 |                      |              |                |  |              |  |                   |
| 2010 |                 |                      | 63e              | 107e            | opgave               | 159e         | 174e           |  |              |  |                   |
| 2011 |                 |                      |                  |                 |                      |              |                |  |              |  |                   |
| 2012 |                 |                      |                  |                 |                      |              |                |  |              |  |                   |
| 2013 |                 |                      |                  |                 |                      |              |                |  |              |  |                   |
| 2014 |                 |                      |                  |                 |                      |              |                |  |              |  |                   |
| 2015 |                 |                      | 104e             |                 |                      |              |                |  |              |  |                   |
| 2016 |                 |                      |                  | 92e             |                      |              |                |  |              |  | 167e (UWT)        |
| 2017 | 130e            |                      |                  |                 | opgave               |              |                |  |              |  |                   |
| 2018 |                 |                      |                  |                 |                      |              |                |  |              |  |                   |
| 2019 |                 |                      |                  |                 | 41e                  |              |                |  |              |  |                   |
| 2020 |                 |                      |                  |                 | 59e                  |              |                |  | 82e          |  |                   |
| 2021 |                 |                      | 125e             |                 |                      |              |                |  |              |  |                   |

## Ploegen
- 2006 –  Tinkoff Restaurants
- 2007 –  Tinkoff Credit Systems
- 2008 –  Tinkoff Credit Systems
- 2009 –  Team Katjoesja
- 2010 –  Team RadioShack
- 2011 –  Team RadioShack
- 2012 –  RusVelo
- 2013 –  Ceramica Flaminia-Fondriest
- 2014 –  Tinkoff-Saxo
- 2015 –  Tinkoff-Saxo
- 2016 –  Tinkoff
- 2017 –  Gazprom-RusVelo
- 2018 –  Gazprom-RusVelo
- 2019 –  Gazprom-RusVelo
- 2020 –  Gazprom-RusVelo
- 2021 –  Gazprom-RusVelo
- 2022 –  Gazprom-RusVelo

Broett · 
Ignatjev ·
Kazakov · 
Klimov · 
Krestjaninov · 
Mindlin ·     
Rovny · 
Serov · 
Sjtsjekoenov ·
Tinkov · 
Troesov · 
Tsjernetski
Aggiano · 
Broett · 
Commesso ·
Contrini ·
Hamilton · 
Hondo (tot 30/04) · 
Ignatjev ·
Jaksche (tot 30/06) ·
Kiryjenka · 
Klimov · 
Marzoli · 
Mindlin · 
Petrov ·    
Rovny · 
Serov · 
Serrano ·  
Troesov · 
Tsjernetski ·
Weigold ·
Bisolti (stagiair) ·
Gottfried (stagiair) ·
Riccio (stagiair)   
Broett · 
Chatoentsev ·
Contrini ·
Gottfried · 
Ignatjev ·
Jeskov ·
Kiryjenka · 
Klimov · 
Loddo ·  
Mazzanti · 
Pedraza ·  
Petrov ·  
Riccio ·
Rovny · 
Serov · 
Serrano ·  
Sobal ·
Troesov · 
Tsjernetski ·
Contoli (stagiair) ·
Graziato (stagiair) ·
Marycz (stagiair)   
Bodrogi · 
Botsjarov ·
Broett · 
Colom · 
Dehaes (tot 30/06) ·
Galimzjanov ·
Horrach · 
Ignatjev · 
Ivanov ·
Jeskov ·
Karpets · 
Klimov · 
Markov · 
Mazzanti · 
McEwen · 
Michajlov ·  
Napolitano · 
Petrov · 
Pfannberger · 
Pozzato · 
Rovny · 
Serov · 
Steegmans (tot 31/07) · 
Swift · 
Troesov · 
Vandenbergh · 
Vantomme ·
Debusschere (stagiair) ·
Ovetsjkin (stagiair) 
Armstrong ·
Beppu ·
Bewley ·
Brajkovič ·
Busche ·
Hermans ·
Horner ·
Impey ·
Irizar ·
Fuyu (tot 30/04) ·
Klöden ·
Leipheimer ·
Lequatre ·
Machado · 
McCartney ·
Moeravjov ·
Paulinho ·
Popovytsj ·
Rast ·
Rosseler ·
Rovny ·
Rubiera ·
Selander ·
Steegmans ·
Vaitkus ·   
Zubeldia ·
Avery (stagiair) ·
Phinney (stagiair) ·
Sergent (stagiair) 
Armstrong (tot 16/02) ·
Beppu ·
Bewley ·
Brajkovič ·
Busche ·
Cardoso ·
Deignan ·
Hermans ·
Horner ·
Hunter ·
Irizar ·
King ·
Klöden ·
Kwiatkowski ·
Leipheimer ·
Lequatre ·
Machado · 
McCartney ·
McEwen ·
Moeravjov ·
Oliveira ·
Paulinho ·
Popovytsj ·
Rast ·
Rosseler ·
Rovny ·
Selander ·
Sergent ·
Zubeldia ·
Bennett (stagiair) ·
Parker (stagiair) ·
Sjaloenov (stagiair) 
Arguelyes · Chatoentsev · Firsanov · Jersjov · Jeskov · Kajkov · Klimov · I. Kovaljov · J. Kovaljov · Kozontsjoek · Krasnov · Markov · Manakov · Mironov · Ovetsjkin · Rovny · Savitski · Serov · Troesov · Valinin · Zoebov
Beltrán · Bennati · Boaro · Breschel · Contador · Hansen · Hernández · Juul-Jensen · Kolář · Kreuziger · Kroon · Kump · Majka · McCarthy · Mørkøv · Paulinho · Petrov · Pires · Poljański · Roche · Rogers · Rovny · C.A. Sørensen · N. Sørensen · Sutherland · Tosatto · Troesov · Valgren · Zaugg · Guldhammer (stagiair)
Basso · Beltrán · Bennati · Boaro · Bodnar · Breschel · Broett · Contador · Hansen · Hernández · Juul-Jensen · Kišerlovski · Kolář · Kreuziger · Majka · McCarthy · Mørkøv · Paulinho · Petrov · Pires · Poljański · Rogers · Rovny · J. Sagan · P. Sagan  · Sørensen · Tosatto · Troesov · Valgren · Zaugg · Gogl (stagiair) · Großschartner (stagiair) · Tolhoek (stagiair)
Baška · Bennati · Blythe · Boaro · Bodnar · Broett · Contador · Gatto · Gogl · Hansen · Hernández · Kišerlovski · Kolář · Kreuziger · Majka · McCarthy · Paulinho · Petrov · Poljański · Rogers · Rovny · J. Sagan · P. Sagan   · Tosatto · Trofimov · Troesov · Valgren · Ballerini (stagiair) · Fortunato (stagiair) · Montagnoli (stagiair)
Arslanov · Bojev · Broett · Firsanov · Foliforov · Jersjov · Kozontsjoek · Lagoetin · Majkin · Nikolajev · Nytsj · Ovetsjkin · Porsev · Rovny · Rybalkin · Savitski · Sjaloenov · Solomennikov · Svesjnikov · Troesov · Vorobjov · Zakarin · Kobernjak (stagiair) · Koerjanov (stagiair) · Tsjerkasov (stagiair)
Arslanov · Bojev · Firsanov · Foliforov · Kobernjak · Koerjanov · Kozontsjoek · Lagoetin · Majkin · Nytsj · Porsev · Rovny · Rybalkin · Sjaloenov · Sjilov · Troesov · Tsjerkasov · Vlasov · Koelikov (stagiair) · Koelikovski (stagiair) · Nekrasov (stagiair)
Arslanov · Bojev · Jevtoesjenko · Kobernjak · Koelikov · Koelikovski · Koerbatov · Koerjanov · Nekrasov · Nytsj · Porsev · Rikoenov · Rovny · Rybalkin · Sjaloenov · Sjilov · Stasj · Tsjerkasov · Vlasov · Vorobjov · Landi (stagiair) · Popov (stagiair) · Vitoerin (stagiair)
Bojev · Canola · D. Cima · I. Cima · Koelikov · Koelikovski · Koerjanov · Koezmin · Koeznetsov · Nekrasov · Nytsj · Rikoenov · Rovny · Rybalkin · Scaroni · Sjaloenov · Strachov · Tsjerkasov · Tsjernetski · Velasco · Karaljok (stagiair)
Bojev · Canola · D. Cima · I. Cima · Kotsjetkov · Kreuziger · Koezmin · Koeznetsov · Nekrasov · Nytsj · Rikoenov · Rovny · Scaroni · Sjaloenov · Strachov · Tsjerkasov · Tsjernetski · Vacek · Velasco · Zakarin · Dversnes (stagiair) · Lucca (stagiair) · Lunder (stagiair)
Canola · Carboni · Conci · Díaz · Fedeli · Kotsjetkov · Kukrle · Lunder · Malucelli · Nekrasov · Nytsj · Piccolo · Rikoenov · Rivera · Rovny · Scaroni · Strachov · Tsjerkasov · Tsjernetski · Vacek · Zakarin